# Chamaeangis thomensis
Chamaeangis thomensis är en orkidéart som först beskrevs av Robert Allen Rolfe, och fick sitt nu gällande namn av Rudolf Schlechter. Chamaeangis thomensis ingår i släktet Chamaeangis och familjen orkidéer.
Artens utbredningsområde är São Tomé. Inga underarter finns listade i Catalogue of Life.